# Laurens (Caroline du Sud)
Pour les articles homonymes, voir Laurens.
La ville de Laurens est le siège du comté de Laurens, situé en Caroline du Sud, aux États-Unis.

## Démographie
| 1860 | 1880 | 1890  | 1900  | 1910  | 1920  |
| ---- | ---- | ----- | ----- | ----- | ----- |
| 429  | 752  | 2 245 | 4 029 | 4 818 | 4 629 |

| 1930  | 1940  | 1950  | 1960  | 1970   | 1980   |
| ----- | ----- | ----- | ----- | ------ | ------ |
| 5 443 | 6 895 | 8 658 | 9 598 | 10 298 | 10 587 |

| 1990  | 2000  | 2010  | - | - | - |
| ----- | ----- | ----- | - | - | - |
| 9 694 | 9 916 | 9 139 | - | - | - |